# ایپوجوکا
ایپوجوکا (به پرتغالی: Ipojuca) یک منطقهٔ مسکونی در برزیل است که در پرنامبوکو واقع شده‌است. ایپوجوکا ۵۲۷٫۳۲ کیلومتر مربع مساحت و ۹۷٬۶۶۹ نفر جمعیت دارد و ۲۹ متر بالاتر از سطح دریا واقع شده‌است.